# Argonath
L'Argonath (littéralement « Pierres des Rois » en sindarin) est un monument fictif appartenant au légendaire de l'écrivain britannique J. R. R. Tolkien et apparaissant notamment dans son roman Le Seigneur des anneaux.

## Histoire
Taillé dans un défilé d'énormes falaises de pierre de part et d'autre du fleuve Anduin, à l'entrée nord de Nen Hithoel, l'Argonath représente les rois Isildur et Anárion. Il fut bâti sous le règne du roi du Gondor Rómendacil II en l'an 1340 T. A., pour marquer ce qui était alors la frontière nord du Gondor. Les deux statues portent une couronne et un heaume, ainsi qu'une hache dans leur main droite, leur main gauche étant levée paume en avant dans un geste de rejet des ennemis du Gondor.
L'Argonath est aussi connu comme la Porte des Rois ou les Piliers des Rois.

## Adaptations
L'Argonath apparaît dans la trilogie cinématographique du Seigneur des anneaux réalisée par Peter Jackson, en particulier dans le film La Communauté de l'anneau. Les deux gigantesques statues apparaissent aussi dans l'adaptation animée de Ralph Bakshi sorti en 1978. Il est également possible de voir les deux statues dans le jeu vidéo massivement multijoueur Le Seigneur des Anneaux Online, depuis la sortie de l'extension Les Cavaliers du Rohan.